# Charles Gordon-Lennox, 5. Duke of Richmond

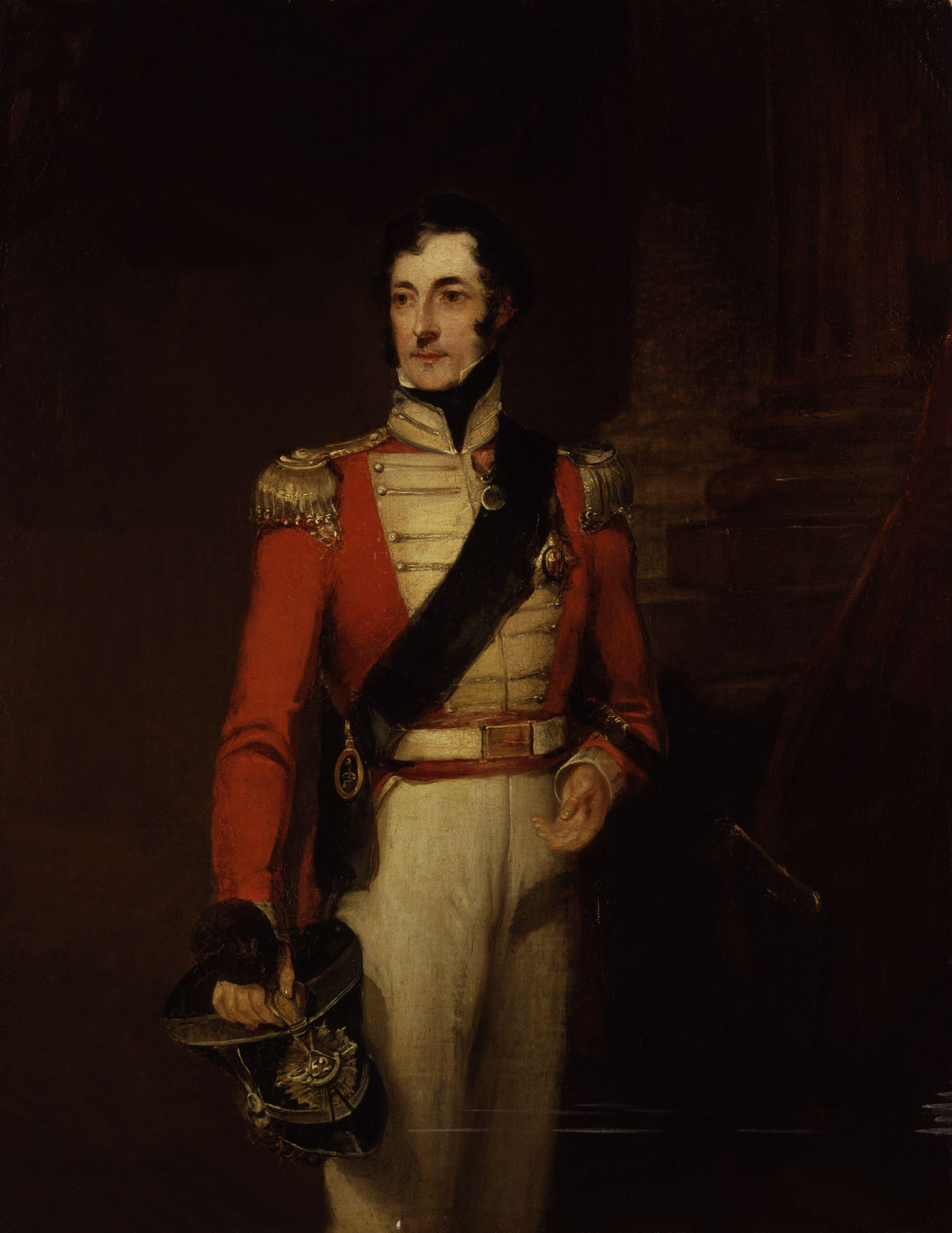
Charles Gordon-Lennox, 5. Duke of Richmond and Lennox, Gemälde von William Salter

Wappen des Charles Gordon-Lennox, 5. Duke of Richmond

Charles Gordon-Lennox, 5. Duke of Richmond, 5. Duke of Lennox KG FRS (* 3. August 1791 in London; † 21. Oktober 1860 ebenda) war ein britischer konservativer Politiker.

## Leben
Charles Lennox war der älteste Sohn des Charles Lennox, 4. Duke of Richmond und dessen Gemahlin Charlotte Gordon. Als Heir apparent seines Vaters führte er ab 1806 den Höflichkeitstitel Earl of March. Er folgte seinem Vater bei dessen Tod am 28. August 1819 als Duke of Richmond, Duke of Lennox und Duc d’Aubigny. Im Jahr 1836 wurde er auch Erbe des Vermögens seines Onkels mütterlicherseits, George Gordon, 5. Duke of Gordon, weshalb er mit königlicher Lizenz seinen Familiennamen von „Lennox“ in „Gordon-Lennox“ änderte und sein Wappen um dessen Wappen ergänzte.
Seine Ausbildung erhielt er in der Westminster School und am Trinity College Dublin. Schon im 18. Lebensjahr trat er 1809 als Ensign in die British Army ein, wurde 1810 Lieutenant im 13. Regiment der leichten Dragoner und befehligte während der napoleonischen Kriege eine Kompanie in den Feldzügen auf der Pyrenäischen Halbinsel. Von 1810 bis 1814 war er Adjutant des Duke of Wellington, wurde 1813 Captain im 52. Infanterieregiment und erhielt in der Schlacht bei Orthez (27. Februar 1814) eine schwere Brustwunde. Ebenso nahm er auch in der Schlacht bei Waterloo (18. Juni 1815) teil. Anschließend sandte ihn Wellington mit wichtigen Depeschen zum Prinzregenten. Bei dieser Gelegenheit wurde er Major und 1816 Lieutenant-Colonel.
Von 1812 bis 1819 war Lennox Abgeordneter im House of Commons für den Wahlkreis Chichester. Beim Tod seines Vaters schied er 1819 aus dem House of Commons aus und nahm als Duke of Richmond seinen Sitz im House of Lords ein. Hier schloss er sich den gemäßigteren Tories an, ohne sich besonders hervorzutun. Er war ein Gegner der Katholikenemanzipation, unterzeichnete auch den Protest gegen die Maßregel, die den kleinen irischen Pächtern, die ganz von der Aristokratie abhingen, das Wahlrecht raubte. 1829 wurde er als Knight Companion in den Hosenbandorden aufgenommen. Im Herbst 1830, als sich die Not und Unzufriedenheit der einfachen Bevölkerung in Form von Unruhen und Brandstiftung äußerte,  trat er für eine Untersuchung und Verbesserung der Lage der Arbeiter ein. Ferner übernahm er im November 1830 aus den Händen der Whigs das Amt des Generalpostmeisters. Als Gegner der Appropriationsklausel in der Reformbill legte er jedoch am 29. Mai 1834, zugleich mit Ripon und Stanley, sein Amt nieder und hielt im Parlament seitdem die Mitte zwischen Whigs und Tories. 1835–1860 war er Lord Lieutenant von Sussex. Als leidenschaftlicher Vertreter der Grundaristokratie bekämpfte er 1846 heftig die Freihandelspolitik Peels. In seinen letzten Jahren beschäftigte er sich besonders mit Landwirtschaft und Pferdezucht und war einer der Gründer der Royal Agricultural Society of England. Er starb am 21. Oktober 1860 im Alter von 69 Jahren in London an der Wassersucht.

## Ehe und Nachkommen
Er heiratete am 10. April 1817 in London Lady Caroline Paget (1796–1874), Tochter des Henry William Paget, 1. Marquess of Anglesey, mit der er folgende Kinder hatte:
- Charles Henry Gordon-Lennox, 6. Duke of Richmond (1818–1903);
- Lady Caroline Amelia Gordon-Lennox (1819–1890), ⚭ 1849 John George Brabazon Ponsonby, 5. Earl of Bessborough;
- Lord Fitzroy George Gordon-Lennox (1820–1841), verschollen beim Untergang der SS President;
- Lord Henry Charles Gordon-Lennox (1821–1886), ⚭ 1883 Amelia Susannah Brooman;
- Lord Alexander Francis Gordon-Lennox (1825–1892); ⚭ 1863 Emily Francis Towneley;
- Lady Augusta Catherine Gordon-Lennox (1827–1904), 1851 Gräfin von Dornburg, ⚭ 1851 Herzog Eduard von Sachsen-Weimar;
- Lord George Charles Gordon-Lennox (1829–1877), ⚭ 1875 Minnie Augusta Palmer;
- Lady Cecilia Catherine Gordon-Lennox (1838–1910), ⚭ 1859 Charles George Bingham, 4. Earl of Lucan.

## Namensgeber
Nach ihm ist der Richmond River im australischen Bundesstaat New South Wales benannt.